# ۱۰۰ پیکومتر
در این صفحه فهرستی از طول‌های میان ۱۰−۱۰ متر و ۱۰−۹ متر یا برابر آن یعنی ۱۰۰ پیکومتر و ۱ نانومتر داده شده‌است.
طول‌های کوتاه تر از ۱۰۰ پیکومتر
- ۱۰۰ pm — یک آنگستروم
- ۱۰۰ pm — شعاع کووالانسی اتم گوگرد[۱]
- ۱۲۰ pm — شعاع واندروالسی طبیعی اتم هیدروژن[۲]
- ۱۲۶ pm — شعاع کووالانسی اتم روتنیم
- ۱۳۵ pm — شعاع کووالانسی اتم تکنسیم
- ۱۵۳ pm — شعاع کووالانسی اتم نقره
- ۱۵۴ pm — طول پیوند (C-C) در پیوند کووالانسی
- ۱۵۵ pm — شعاع کووالانسی زیرکونیم
- ۱۷۵ pm — شعاع کووالانسی اتم تولیم
- ۲۰۰ pm — بالاترین تفکیک نوری که میکروسکوپ‌های الکترونی معمول دارند.[۳]
- ۲۵۵ pm — شعاع کووالانسی اتم سزیم
- ۳۴۰ pm — ضخامت یک لایه گرافین
- ۳۵۶٫۶۸ pm — پهنای یک سلول در ساختار بلوری الماس
- ۴۰۳ pm — پهنای یک سلول در ساختار بلوری لیتیم فلورید
- ۵۰۰ pm — پهنای مارپیچ آلفا در پروتئین
- ۵۶۰ pm — پهنای یک سلول در ساختار بلوری سدیم کلرید
- ۷۰۰ pm — پهنای یک مولکول گلوکز
- ۷۸۰ pm — پهنای میانگین یک سلول در ساختار بلوری کوارتز
- ۸۲۰ pm — پهنای میانگین یک سلول در ساختار بلوری یخ
- ۹۰۰ pm — پهنای میانگین یک سلول در ساختار بلوری کوئزیت
- ۹۰۰ pm — پهنای یک مولکول ساکارز

طول‌های بلندتر از ۱ نانومتر